# 일본보수당
일본보수당(일본어: 日本保守党)은 2023년 창당된 일본의 보수주의 정당으로, 창립 당시 소설가 햐쿠타 나오키가 당대표, 저널리스트 아리모토 가오리가 사무총장, 가와무라 다카시가 공동대표를 맡았다.
자유민주당의 기시다 후미오 내각이 초당적으로 추진하여 2023년 6월 16일 통과시킨 LGBT 이해 증진법(LGBT理解増進法)에 대한 강경 보수파의 반발이 창당의 배경이 되었다. 한편 아사히 신문은 보수당이 LGBT 이해 증진법 논란 이전부터 아베 신조 전 총리 사망 이후의 자민당의 정책에 불만을 가지게 된 사람들의 지지를 흡수했다고 분석했다. X(전 트위터)를 비롯하여 인터넷 상에서 지지를 모은 햐쿠타와 아리모토 등은 9월 1일 창당을 발표하였고, 10월 17일 햐쿠타 나오키를 대표로 공식 출범하였다.

## 역사
2023년 10월 17일 창당 기자회견을 열고 햐쿠타가 대표, 아리모토가 사무총장에 취임한 것을 발표했다. 또 나고야의 지역 정당 감세 일본과 특별 우당 관계를 맺고 감세 일본 대표이자 당시 나고야시 시장이던 가와무라 다카시가 공동 대표로 취임할 것으로 발표했다.
2024년 4월 21일 아이치현 헤키난시 시의회 선거에 당 공인 후보를 처음으로 옹립하여 당선하였다. 같은 해 4월 28일 국정선거인 도쿄도 제15구 보선에 이이야마 아카리 후보를 옹립하였으나 4위로 낙선했다.
2024년 10월 치러진 제50회 일본 중의원 의원 총선거에서 선거구 4명, 비례대표 26명의 후보가 출마하여, 27일 투표 결과 선거구 1명, 비례대표 2명의 후보가 당선되어 원내 입성했다.

## 같이 보기
- 햐쿠타 나오키